# Sandrine Martinet
Sandrine Martinet (Montreuil, Seine-Saint-Denis, 10 de noviembre de 1982) es una yudoca francesa ganadora paralímpica de la medalla de oro para Francia en los Juegos Paralímpicos de Verano de 2016. Ganó una medalla de plata para Francia en los Juegos Paralímpicos de Pekín de 2008. También ha ganado una medalla de plata en los Juegos Paralímpicos de Atenas de 2004.
La judoka francesa es destacada en el ámbito paralímpico, y reconocida por su excelencia en la categoría de judo adaptado para personas con discapacidad visual. Ha representado a Francia en múltiples juegos paralímpicos, campeonatos mundiales y europeos. Ha ganado numerosos títulos, incluida la medalla de oro en los juegos paralímpicos de Río 2016 y Tokio 2020. Es considerada una de las mejores atletas en su disciplina y una defensora activa del deporte inclusivo.

## Biografía
Nació con una discapacidad visual degenerativa, conocida como enfermedad de stargardt, una condición que afecta progresivamente la visión. A pesar de este desafío, su amor por el deporte la hizo progresar a una edad temprana, cuando comenzó a practicar judo⁣⁣.
Empezó a entrenar a los ocho años,y desde entonces se destacó por su habilidad y determinación en el tatami. Su discapacidad visual nunca fue un obstáculo, sino una motivación para demostrar que las limitaciones pueden superarse con esfuerzo y pasión. Al reingresar en el circuito de ayuda adaptado se consolidó como una de las mejores jugadoras del mundo.

## Carrera deportiva
Comenzó a competir en judo en su infancia, al darse cuenta de su potencial se unió al circuito de judo adaptado para personas con discapacidad visual. En este ámbito, su talento natural y su dedicación pronto la llevó a obtener resultados destacados a nivel nacional e internacional.

### Éxito Paralímpico
Martinet ha participado en cinco ediciones de los Juegos Paralímpicos: Atenas 2004, Pekín 2008, Londres 2012, Río 2016 y Tokio 2020. Entre sus mayores logros destacan:
- Medalla de plata en Atenas 2004 (categoría -52 kg).
- Medalla de plata en Pekín 2008 (categoría -52 kg).
- Medalla de oro en Río 2016 (categoría -52 kg).
- Medalla de oro en Tokio 2020 (categoría -48 kg).

Su victoria en Río 2016 fue especialmente emotiva, ya que coronó su trayectoria tras haber rozado el oro en varias ocasiones. Demostró una combinación excepcional de técnica, fuerza mental y estrategia, consolidándose como una de las mejores jugadoras paralímpicas de la historia.

### Competencias internacionales
Además de sus logros paralímpicos, ha ganado múltiples medallas en campeonatos mundiales europeos de judo adaptado. Ha sido una figura clave en el equipo francés, inspirando a generaciones, entre atletas con y sin discapacidad.

### Reconocimientos
Orden Nacional del mérito de Francia,otorgado por su contribución al deporte y su impacto en la sociedad. Es elegida como deportista del año por la federación francesa de judo en varias ocasiones. Ha sido oncluida en el Salón de la Fama del Comité Paralímpico Internacional. Fue nombrada embajadora de los Juegos Paralímpicos de París 2024. 

## Vida personal
Es madre de dos hijos y combina su vida familiar con su trabajo como fisioterapeuta en Francia. Ha mencionado en entrevistas que su familia es una de las principales fuentes de motivación y equilibrio.
En su tiempo libre disfruta de enseñar judo y participar en actividades al aire libre. Su enfoque positivo y equilibrado la ha convertido en un modelo a seguir tanto como dentro como fuera de tatami.